# Nigelle de Damas
Nigella damascena
Espèce
La Nigelle de Damas (Nigella damascena L. 1753), communément appelée « Cheveux-de-Vénus », « Barbe-de-Capucin », « diable-dans-le-buisson » ou « Belle-aux-cheveux-dénoués », est une espèce de plantes à fleurs de la famille des Ranunculaceae originaire du bassin méditerranéen.  

## Description
Nigella damascena est plante annuelle de taille moyenne, à feuilles aux segments très fins et aux fleurs d'un bleu très clair, rarement blanchâtres. 
La floraison a lieu de mai à juillet. La fleur porte cinq longs pistils groupés au centre, entourés de nombreuses étamines environ moitié moins longs que les pistils. Les pistils ne sont fécondés qu'à la fin de la fleur, lorsque les pétales fanent et tombent : les cinq pistils se plient alors en même temps, ce qui les rapproche des étamines et donc du pollen que ces dernières portent.
Les graines de la Nigelle de Damas — contrairement à celles de la Nigelle cultivée — seraient toxiques.

## Distribution et habitat
Elle se développe dans les champs, les terrains vagues et rocailleux, les bords de route.
L'espèce est présente dans tout le bassin méditerranéen.

## Usages

### Horticulture

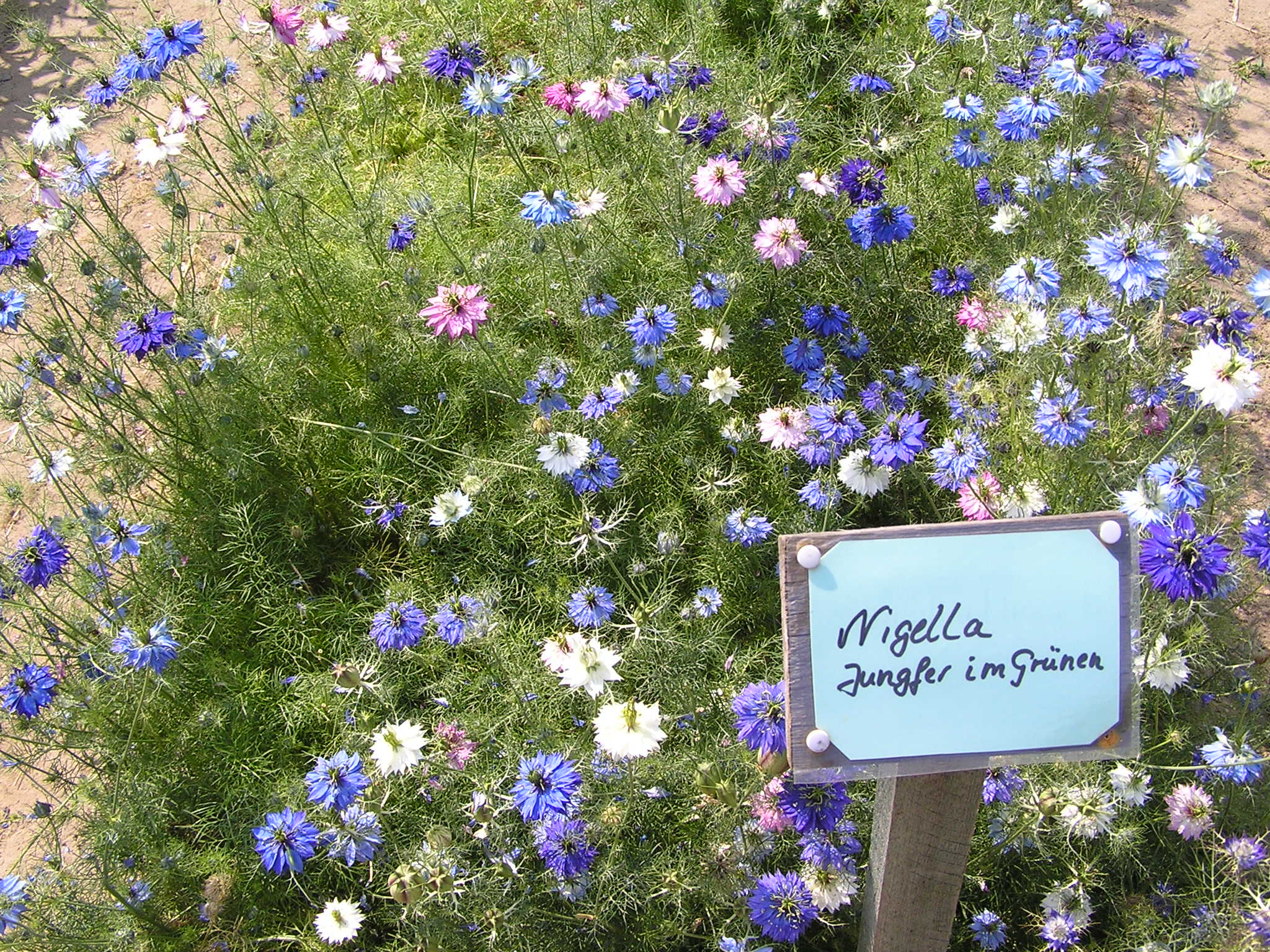
Nigelle de Damas en jardin.

L'espèce est cultivée dans les jardins et plusieurs cultivars ont été développés avec des fleurs de couleur bleue, rose ou blanc, comme 'Albion', 'Blue Midget', 'Cambridge Blue', 'Miss Jekyll', 'Mulberry Rose', 'Oxford Blue' and 'Persian Jewels'.

### Huile essentielle
On tire de la plante une huile essentielle, riche en alcaloïdes, notamment en damascénine (en).

Forme structurelle de la damascénine.

## Espèces proches

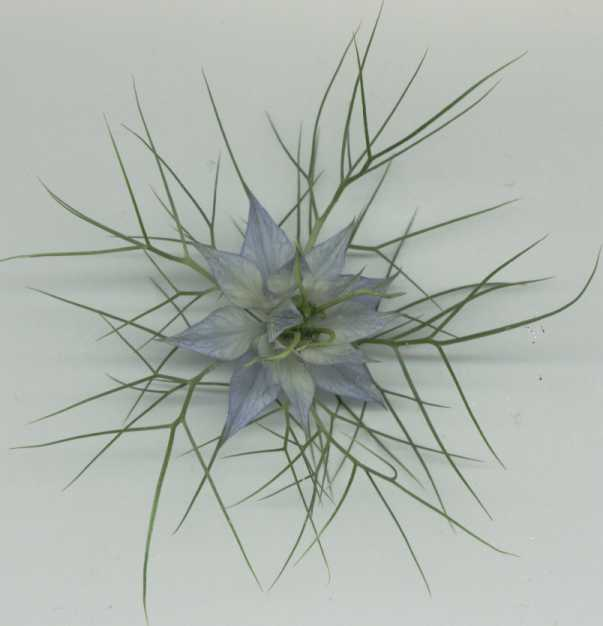
Groupe de feuilles sous le calice, différenciant la nigelle de Damas de la nigelle des champs.

La Nigelle des champs (Nigella arvensis L. 1753), dont la Nigelle de Damas se différencie par la présence du groupe de feuilles directement sous le calice de sépales. 

La Nigelle cultivée (Nigella sativa L. 1753), donne une épice connue sous le nom de cumin noir, utilisé en petites quantités car légèrement toxique à forte dose.[réf. nécessaire]